# Campellas

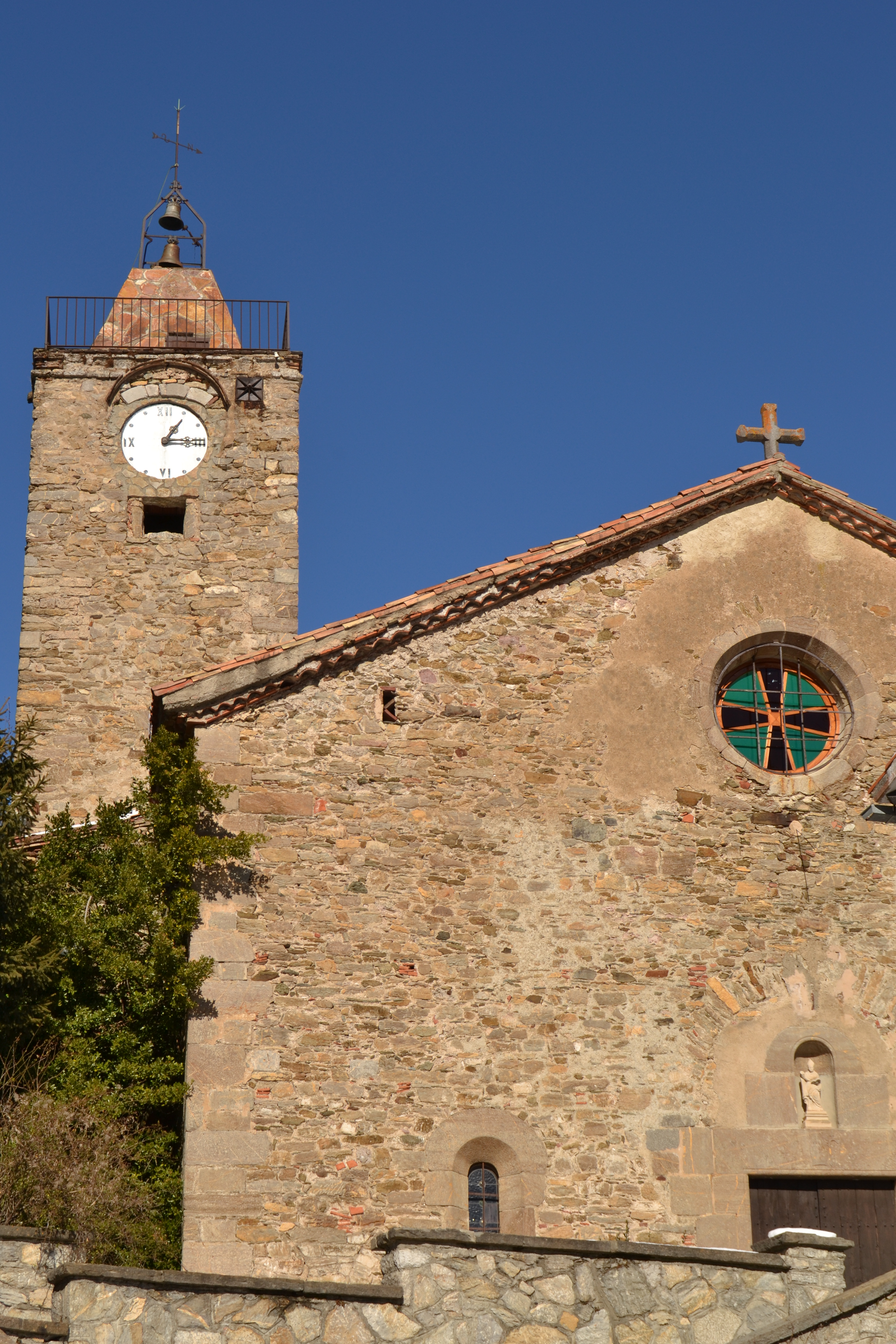
Iglesia dedicada a San Martín

Campellas  (en catalán y oficialmente Campelles), es un municipio español, perteneciente a la provincia de Gerona, en la comunidad autónoma de Cataluña. Se halla situado en la comarca del Ripollés, al SO. de Ribas de Freser. 

## Geografía física
Integrado en la comarca de Ripollés, se sitúa a 116 kilómetros de la capital provincial. El término municipal está atravesado por la carretera nacional N-260 y por una carretera local que permite la comunicación con Ribas de Freser. 
| Noroeste: Ribas de Freser | Norte: Ribas de Freser             | Nordeste: Ribas de Freser |
| Oeste: Planolas           |                                    | Este: Ribas de Freser     |
| Suroeste: Gombreny        | Sur: Campdevánol y Ribas de Freser | Sureste: Ribas de Freser  |

El relieve del municipio es montañoso, al situarse en la cordillera pirenaica, en concreto en la sierra de Montgrony. Por el norte, el río Rigard hace de límite con Ribas de Freser y por el este, el río Freser hace de límite con el mismo municipio. La altitud oscila entre los 2000 metros al suroeste (pico La Covil) y los 790 metros a orillas del río Freser. El pueblo se alza a 1341 metros sobre el nivel del mar. 

## Demografía
Campellas cuenta con una población de 165 habitantes (INE 2024).
| Gráfica de evolución demográfica de Campellas entre 1842 y 2021                                                     |
| |
| Población de derecho según los censos de población del INE Población de hecho según los censos de población del INE |

| 1497 | 1515 | 1553 | 1717 | 1787 | 1857 | 1877 | 1887 | 1900 |
| ---- | ---- | ---- | ---- | ---- | ---- | ---- | ---- | ---- |
| 13   | 12   | 12   | 167  | 114  | 374  | 423  | 399  | 403  |

| 1910 | 1920 | 1930 | 1940 | 1950 | 1960 | 1970 | 1981 | 1990 |
| ---- | ---- | ---- | ---- | ---- | ---- | ---- | ---- | ---- |
| 395  | 425  | 426  | 364  | 378  | 407  | 411  | 219  | 176  |

| 1992 | 1994 | 1996 | 1998 | 2000 | 2002 | 2004 | 2006 | — |
| ---- | ---- | ---- | ---- | ---- | ---- | ---- | ---- | - |
| 134  | 133  | 127  | 123  | 125  | 128  | 122  | 106  | — |